# Henrik Larsen (tirador)
Henrik Grimsrud Larsen (Fredrikstad, 8 de septiembre de 1997) es un deportista noruego que compite en tiro, en la modalidad de rifle. Ganó seis medallas en el Campeonato Europeo de Tiro entre los años 2021 y 2024.

## Palmarés internacional
| Campeonato Europeo | Campeonato Europeo  | Campeonato Europeo | Campeonato Europeo            |
| Año                | Lugar               | Medalla            | Prueba                        |
| ------------------ | ------------------- | ------------------ | ----------------------------- |
| 2021               | Osijek (Croacia)    | Medalla de oro     | Rifle en pos. tendida 50 m    |
| 2021               | Osijek (Croacia)    | Medalla de plata   | Rifle 3 posiciones 50 m       |
| 2022               | Hamar (Noruega)     | Medalla de plata   | Rifle 10 m                    |
| 2022               | Breslavia (Polonia) | Medalla de plata   | Rifle en pos. tendida 50 m    |
| 2023               | Tallin (Estonia)    | Medalla de bronce  | Rifle 10 m mixto              |
| 2024               | Osijek (Croacia)    | Medalla de plata   | Rifle 3 posiciones 50 m mixto |